# Torneo Sei Nazioni
Il torneo Sei Nazioni fu una competizione interconfederale di hockey su ghiaccio al quale presero parte squadre di club provenienti da Austria, Danimarca, Francia, Italia, Paesi Bassi e Slovenia.
La prima edizione si tenne nella stagione 1994-95 quando, con 29 club ai nastri di partenza, il torneo rimpiazzò l’Alpenliga; quando quest’ultima competizione fu ripristinata nella stagione successiva, il Sei Nazioni si ridusse a solo due partecipanti, l’austriaca VEU Feldkirch, campione più recente dell’Alpenliga, e il Dragons de Rouen, detentore della Lega Atlantica, torneo formato dalle squadre francesi, danesi e olandesi del girone omonimo della prima edizione del Sei Nazioni.

## Regolamento
Nella prima edizione, le squadre partecipanti furono divise in quattro gironi: Lega Atlantica (a sette squadre, con compagini olandesi, francesi e danesi), Lega Alpina (a otto squadre con le restanti compagini francesi, le italiane di Lombardia e Valle d'Aosta e una austriaca), Lega Danubiana (a sei squadre, con le slovene e parte delle austriache) e Lega Adriatica (a otto squadre, con le restanti italiane ed austriache). Le prime due classificate di ogni girone erano qualificate ai due gironi di semifinale (da quattro squadre ciascuno), i vincitori dei quali si sfidarono in finale.
Nella seconda edizione si sfidarono le squadre vincitrici della rinata Alpenliga e della Lega Atlantica, divenuta torneo autonomo per una sola stagione.

## Albo d'oro
| Stagione | Vincitore        | Finalista        |
| -------- | ---------------- | ---------------- |
| 1994     | Bolzano          | Dragons de Rouen |
| 1995-96  | Dragons de Rouen | VEU Feldkirch    |